# Mouna (rivière)
Pour les articles homonymes, voir Mouna (homonymie).
La Mouna (en russe : Муна) est une rivière du sud-ouest de la péninsule de Kola (oblast de Mourmansk), en Russie.
Le cours de la Mouna est long de 45 km. La rivière est l'émissaire du lac Mounozero situé 30 km à l'est du lac Kanozero et un affluent de l'Oumba.
De sa source, la rivière emprunte un parcours sinueux vers l'ouest à travers un paysage vallonné essentiellement inhabité composé de forêts et de tourbières. Un affluent substantiel, l'Inga, se joint à la Mouna dans son cours supérieur. La Mouna débouche sur la rive est du lac Kanozero, environ 8 km au sud-est de l'embouchure de l'Oumba dans le même lac.